# Bombardeio da escola de Bilohorivka
O bombardeio da escola de Bilohorivka foi um atentado ocorrido em 7 de maio de 2022, em uma escola em Bilohorivka, Oblast de Luhansk, durante a invasão russa da Ucrânia em 2022. Pelo menos duas pessoas morreram, no momento do incidente haviam cerca de 90 pessoas abrigando-se no prédio. Pelo menos 30 pessoas foram resgatadas entre elas 7 ficaram com algum tipo de ferimento e 2 foram confirmadas mortas, porém é estimado que o número seja ainda maior.

## Ataque
Cerca de noventa pessoas estavam abrigadas no porão do prédio no momento do ataque. O prédio foi atingido por um ataque aéreo russo, incendiando o prédio e prendendo uma grande quantidade de pessoas no seu interior.
Pelo menos 30 pessoas foram resgatadas. Duas pessoas foram confirmadas como mortas, mas o governador de Luhansk Oblast, Serhiy Haidai, disse que acredita-se que as 60 pessoas restantes tenham sido mortas. O Ministério das Relações Exteriores da Ucrânia condenou o ataque.

## Reação
O Ministério das Relações Exteriores britânico condenou o ataque aéreo da Rússia a uma escola em Belogorovka e chamou as ações das tropas russas de um ataque deliberado a civis:
| “                                                                  | Aterrorizado com o último ataque russo a uma escola em Luhansk, que matou pessoas inocentes que se escondiam do bombardeio russo. Ataques deliberados a civis e infraestruturas civis equivalem a crimes de guerra. Garantiremos que o regime de Putin seja levado à justiça. | ” |
| — Elizabeth Trass, Ministra das Relações Exteriores do Reino Unido | |   |

Stephane Dujarric, o porta-voz de Anthony Guterres, o secretário-geral da ONU, afirmou que estava "chocado" com o ataque.